# Cantonul Allos-Colmars
Cantonul Allos-Colmars este un canton din arondismentul Castellane, departamentul Alpes-de-Haute-Provence, regiunea Provence-Alpes-Côte d'Azur, Franța.

## Comune
- Allos
- Beauvezer
- Colmars (reședință)
- Thorame-Basse
- Thorame-Haute
- Villars-Colmars